# Renfanemalmätare
Renfanemalmätare (Eupithecia pernotata) är en fjärilsart som beskrevs av Achille Guenée 1857. Renfanemalmätare ingår i släktet Eupithecia och familjen mätare. Enligt den finländska rödlistan är arten starkt hotad i Finland. Artens livsmiljö är sandstränder vid Östersjön. Inga underarter finns listade.